# 경옥고
경옥고(瓊玉膏)는 동의보감에 소개된 무병장수를 위한 한약의 일종이다.

## 효과
다음은 동의보감에서 설명하는 경옥고의 효과이다.
정(精)과 수(髓)를 불려 주고 진기를 고르게 하며, 원기를 보하여 늙은이를 젊어지게 하고 모든 허손증(虛損症)을 보하며 온갖 병을 낫게 한다. 정신이 좋아지고 오장이 충실해지며, 흰머리가 다시 검어지고 빠진 이가 다시 나오며, 걸음걸이가 뛰는 말과 같이 빨라진다. 하루에 두어 번 먹으면 종일 배고프거나 목이 마르는 일이 없다. (중략) 1제를 5몫으로 나누어 쓰면 반신불수 환자 5명을 치료할 수 있고, 10몫으로 나누어 쓰면 노채환자 10명을 치료할 수 있다.

동의보감에서는 경옥고의 효능을 "27년을 먹으면 360살을 살고 64년을 장기적으로 복용하게 되면 500살까지 살 수 있다"고 하여 그만큼 약의 효과가 뛰어나고 좋음을 나타냈다. 경옥고는 오래 복용해도 부작용이 없어 심장 간장 폐장 위장이 약한 사람은 장복 할수록 큰 효과를 보며, 손발이 저리고 시려서 찬 물에 손 넣기 어려운 사람은 소량으로도 큰 효과를 볼 수 있으며, 중풍 걸리고 병을 오래 앓은 사람에게도 치료효과가 있다고 알려져 있다.

## 제조법
짓찧어 즙을 낸 생지황(生地黃) 16근, 부드럽게 가루낸 인삼 1.5근과 백복령(白茯苓) 3근, 졸여서 찌꺼기를 버린 봉밀 10근을 준비한다. 이들을 한데 버무려 사기 항아리에 넣고, 기름을 먹인 종이로 입구를 5겹으로 싼 다음 두꺼운 베 한 겹으로 다시 싼다. 이를 항아리 입구가 위쪽으로 향하도록 물을 넣은 구리솥 안에 띄우고, 뽕나무를 장작으로 3일간 불을 땐다. 이 때, 솥의 물이 줄면 더운물을 더 붓는다. 3일이 지나면 꺼냈다가 밀 먹인 종이로 항아리 입구를 다시 싼 다음 우물물 속에 하루 담가 두었다가 먼저 끓이던 물에 다시 하루 달인다. 물기가 없어지면 꺼낸다.

## 복용 및 보관법
약을 조금 떼내어 제사를 지내고, 한 번에 한두 숟가락씩 데운 술 또는 끓인 물에 타 먹는다. 하루에 두어 번씩 먹는다. 먹을 때 파, 마늘, 무, 신 것을 먹지 않는다. 닭과 개의 울음이 들리지 않는 조용한 곳에 보관한다. 여름철 더울 때에는 서늘한 곳이나 얼음 속, 땅 속에 둔다.